# 莫莱苏埃拉斯德拉卡尔瓦列达
莫莱苏埃拉斯德拉卡尔瓦列达，是西班牙卡斯蒂利亚-莱昂萨莫拉省的一个市镇。 总面积35平方公里，总人口106人（2001年），人口密度3人/平方公里。